# Bible královny Žofie
Bible královny Žofie je nejstarším známým překladem Bible do polštiny. Byl pořízen z iniciativy královny Žofie Holšanské, čtvrté manželky Vladislava II. Jagella. Překlad byl pořizován v letech 1433–1455 a nebyl dokončen. Biblický text byl přeložen z latiny pomocí českého překladu a obsahuje řadu bohemismů.
Bible byla určitý čas přechovávána v knihovně reformované koleje v Sárospataku, proto se někdy označuje jako Šarošpatacká bible. Rukopis je až na dvě a půl strany od roku 1945 nezvěstný. Dvě strany jsou zachovány ve sbírkách Vratislavské univerzity a půlstrana se nachází v Národní knihovně v Praze.